# مزرعه چغادو
مزرعه چغادو یک منطقهٔ مسکونی در ایران است که در دهستان درزوسایبان واقع شده‌است.